# Michel Foucault

Michel Foucault, francoski filozof, * 15. oktober 1926, Poitiers, † 25. junij 1984, Pariz.
Michel Foucault je eden izmed najpomembnejših predstavnikov francoske misli druge polovice dvajsetega stoletja.

## Življenjepis
Rodil se je v Poitiersu v Franciji v »zdravniško družino« kot Paul-Michel (tako njegov oče kot tudi ded po materini strani sta bila kirurga). Paul-Michel ni nadaljeval te družinske tradicije in se je odrekel očetovemu imenu Paul, a ji je kljub temu ostal blizu s svojim kritičnim raziskovanjem medicinskih diskurzov.
Po koncu vojne 1945 se je preselil v Pariz in se vpisal na prestižno Ecole Normale Superieure, študiral filozofijo in psihologijo. Študijska leta so zaznamovali: psihične težave s poskusi samomora, soočenje s svojo (družbeno nesprejemljivo) homoseksualno spolno usmerjenostjo, vstop v Komunistično partijo in izstop iz nje. Tako kot njegovo povezovanje z marksizmom, je tudi njegovo povezovanje s psihoanalizo in strukturalizmom hkrati že tudi razhajanje z njimi.

### Leta po študiju
Po končanem študiju je delal na tujem kot direktor francoskega kulturnega centra na Švedskem, francoski kulturni ataše na Poljskem in na francoskem inštitutu v Nemčiji ter medtem pisal doktorsko tezo, ki jo je objavil po vrnitvi v Pariz, leta 1961 pod naslovom Folie et deraison. Kasneje je delo izhajalo in postalo znano kot Zgodovina norosti v času klasicizma. Tematsko je z njim povezano tudi Rojstvo klinike – Arheologija medicinskega pogleda, ki je prvič izšlo 1963.
Znamenite študentske proteste v Parizu leta 1968 je zamudil, ker se je mudil v Tunisu. Medtem je napisal Red reči, knjigo, ki je na urednikovo željo izšla pod naslovom: Besede in reči (Les mots et les choses) 1966; postala je uspešnica. 1968 se je vrnil v Pariz in prevzel oddelek za filozofijo na novi eksperimentalni univerzi Vincennes na robu Pariza, ki je nastala kot odgovor na »revolucionarne zahteve« uporniškega »maja '68«.
Že 1970 pa je Foucault odšel na Collège de France, kjer je predaval do svoje smrti. V 70-ih letih je pisal Nadzorovanje in kaznovanje – Rojstvo zapora (1975) in se hkrati politično zavzemal za pravice zapornikov; Zgodovino seksualnosti (prvi od treh delov: Volja do znanja je izšel 1976) in kot novinarsko pero presenetljivo podprl iransko islamsko revolucijo v letih 1978-79. Čedalje pogosteje je odhajal kot gostujoči profesor v ZDA, kjer so ga pričakovali navdušeni poslušatelji.

### Smrt
Umrl je v »orwellovskem letu« 1984, menda kot ena prvih žrtev aidsa - takrat komaj znane bolezni (zato je bila tudi diagnoza postavljena naknadno). Foucault je prepovedal posmrtno izdajanje svojih nedokončanih spisov; kljub temu pa so po njegovi smrti izšli kratki spisi, predavanja in intervjuji pod naslovom: Dits et ecrits, 1994.

## Delo

### Teorija in aktivizem
Foucault je svoje zgodnje delo posvetil historičnim raziskavam obravnave norcev in norosti (Zgodovina norosti), nastanka klinične medicine in medicinskih institucij (Rojstvo klinike) ter zgodovini znanosti (Besede in stvari). V naslednjem delu (Arheologija vednosti, 1969) najdemo nekakšno retrospektivo teh treh knjig in bolj formalno, hkrati pa tudi bolj celovito obravnavo diskurza kot historičnim pogojem podvržene prakse. Obenem izpostavi specifike svoje teoretske pozicije, ki ga že v izhodišču izključujejo iz strukturalističnega raziskovalnega programa (gre zlasti za njegove analize izjav in njihovih pogojev).
Poleg raziskovalnega dela je bil Foucault tudi prepoznaven aktivist v gejevskih gibanjih in gibanjih za izboljšanje razmer v kazenskih institucijah (v zaporih). Tako kmalu zatem, leta 1975, izideta dve njegovi svetovno odmevni knjigi, kjer Foucault razvija svoje najbolj prepoznavne teorije: Nadzorovanje in kaznovanje ter Volja do vednosti. Gre za teorije, ki skušajo osvetliti razmerje med diskurzivnimi (znanost, hišni redi, uredbe, pravilniki) in nediskurzivnimi praksami (kaznovanje, vzgoja, organizacija administrativnega aparata in vzpostavljanje buržoazne države, moralizacija množic, pastorala). Iz tega obdobja izvirajo tudi Foucaultove kontroverzne teze o (politični) moči in politični racionalnosti.  V zadnjem obdobju se je veliko ukvarjal z etiko, s pojmom subjekta in subjektivitete, zlasti v navezavi na zgodovino seksualnosti.
Njegove splošne teorije o družbeni (politični) moči in razmerju med védenjem in močjo, kot tudi njegovo razmišljanje o diskurzu v povezavi z zgodovino zahodne misli so v humanistiki in družboslovju našle široko uporabnost in sprožile mnoge pomembne razprave.
Tekom svojega celotnega življenja se je Foucault izdatno posvečal tudi literaturi (zlasti Raymondu Roussellu, Novemu romanu), slikarstvu (Magrittu, Velázquezu) in zgodovini znanosti (prirodopisu in biologiji, lingvistiki in ekonomiji).
V svoji filozofiji se je veliko naslanjal na Nietzschejevo misel. Velik pomen je dajal tudi Freudu in Marxu, četudi se ni štel za psihoanalitika ali marksista.
Čeravno ga mnogi uvrščajo med postmoderniste, je takšna klasifikacija zgolj delno veljavna. Pomemben prikaz Foucaultove filozofije je podal njegov kolega in prijatelj Gilles Deleuze v delu 
Foucault. V njem Deleuze poudari neosrediščeno in razpršeno pojmovanje oblasti, značilno za Foucaultovo delo, ter distinkcijo med vidnim in diskurzivnim. Kljub njegovemu večkrat izraženemu nasprotovanju se Foucaulta skupaj s psihoanalitikom Jacquesom Lacanom, antropologom Levi-Straussom in filozofom Louisom Althusserjem uvršča v strukturalizem.
Foucaultova dela so transdisciplinarna. Njegov življenjski projekt je »zgodovinsko preiskovanje produkcije resnice«. Ta poskus ni niti filozofski niti zgodovinski v tradicionalnem smislu. Zgodovine (resnice) ne jemlje kot postopnega napredovanja k današnjemu stanju razumevanja, niti ne zagovarja razumevanja idej zgolj iz imanentnih standardov časa, ki mu pripada, temveč išče način, kako razumeti koncepte, ki še vedno oblikujejo današnji čas tako, da skuša izslediti spremembe v njihovem funkcioniranju skozi različna časovna obdobja.
»Arheološka metoda« (»arheologija medicinskega pogleda«, »arheologija humanističnih znanosti«, »arheologija vednosti«) skuša izkopati tista pravila, ki vladajo onkraj pravil gramatike in logike in delujejo pod tem, kar se (znanstveni) subjekt zaveda – pojmovni okvir, ki določa mišljenje posameznika v določeni domeni in določenem časovnem obdobju, a hkrati uhaja razmisleku. Da bi pogoji razmišljanja postali vidni se loti intelektualnega »izkopavanja« radikalno različnih »diskurzivnih formacij«, ki vladajo govorjenju in mišljenju v različnih obdobjih, na primeru obravnavanja norosti. Medtem ko zgodovina norosti sama po sebi ne obstaja, pa je mogoča arheologija norosti kot socialnega konstrukta. Ta je različen od mentalne bolezni in se spreminja skozi čas, drugače rečeno, če norost ni, je pa odnos do norosti »zgodovinski«, še več, je »resnica« razumnosti. Kot na primer zapiranje norcev v norišnice omogoča uresničitev razsvetljenskega programa zdrave družbe. V dobi razuma in njeni moderni klinični medicini postane norost bolezen. Tako je norost nekaj, kar doba razuma ustvari z izključitvijo; izključitev nerazuma in fizična izključitev norcev je temna stran, neločljiva od razuma samega. 

### Arheologija vednosti
Arheologija je vzeta kot primerna metoda, ker razkriva strukture, ki niso zavestne, ampak izstopijo šele, ko primerjamo različna obdobja. Toda arheologija ne pove vzroka, zakaj pride do spremembe enega načina mišljenja v drugega. Zato Foucault uporabi Nietzschejev pojem genealogije. V Nadzorovanju in kaznovanju ugotavlja, kako sprememba: kaznovati manj (brutalno), a kaznovati bolje, bolj dosledno, kontrolirati, nadzorovati določi ustroj moderne družbe v celoti. Ne le zapor, tudi bolnica, šola, tovarna je urejena po modelu modernega zapora. Pri tem ne gre za kakšno centralno oblast in oblastnika, ki to počne. Institucije same tvorijo moderni sistem disciplinirajoče moči. Moderna disciplinirana družba nastane skozi tri glavne tehnike kontrole: opazovanje, normaliziranje in preverjanje. Že z opazovanjem je mogoče doseči kontrolo ljudi in tako vzpostaviti moč nad njimi. Splošno sprejete norme se tako rekoč same normalizirajo v šoli, medicinski praksi, tovarniški proizvodnji. Spraševanje, ki so mu podvrženi tako šolarji kot pacienti pa poveže vedenje in moč.
Geslo »znanje je moč« Foucaultu pomeni, da je znanje-vednost instrument moči. Čeprav znanost in politika obstajata neodvisno, »z znanjem kontroliramo in s kontroliranjem znamo«. Preverjanje in dokumentiranje rezultatov vrši kontrolo in hkrati vzpostavlja, oblikuje norme, povprečja, torej omogoča discipliniranje posameznikov. Volja do vednosti (Zgodovina seksualnosti, Uvod) pa pokaže, kako so različne moderne znanosti o seksualnosti (tudi psihoanaliza) povezane s strukturami moči moderne družbe. Moderna kontrola seksualnosti je paralelna moderni kontroli kriminalnosti; seks je tako kot kriminal predmet znanstvenih disciplin, ki ponujajo znanje in obvladovanje, dominacijo nad svojimi predmeti proučevanja. Posameznik se »disciplinira« tako, da ponotranji norme, ki jih postavi znanost.
Te genealoške raziskave, kako se vzpostavljajo strukture moči-vednosti ga pripeljejo v zadnjem obdobju do pojma »biopolitike«, sodobne oblasti in načina vladanja kot regulacije populacij. Foucault tako vladanje označi kot »governmentalnost« (besedna igra, ki povezuje in poudarja povezanost »vladanja« ter »mentalitete«), v prevodu »vladljivost«. Tu se osredotoči prav na genealogijo »obvladovanja« (»varnost, teritorij, populacija«, »rojstvo biopolitike«), ki je specifična za sodobne države. Sodobna oblast je nekaj, kar proizvaja učinke, kljub temu, da te oblasti »ni«. Neobstoj oblasti, neeksistenca ne pomeni, da enostavno nič ni, čeprav ne eksistira – insistira, vztrajno deluje. Oblast je sekundarna in za svoje delovanje potrebuje že obstoječa razmerja moči. Oblast deluje brez »velikega Drugega«, ki bi za zaveso vlekel poteze in odločitve. Anonimne strukture zatiranja pa ne proizvedejo le zatiranih, podložnikov, torej subjektov, temveč tudi upornike; tako sistem sproducira hkrati tudi subverzijo samega sebe.
Ta »foucaultovska situacija« je povezana z razumevanjem Subjekta novoveške znanosti kot fikcije. Nadomesti ga »subjekt« kot učinek procesov »subjektivacije«, ki ne vznikne iz samozavedanja, ampak iz »podvrženosti«. V nasprotju s kartezjanskim subjektom (samo)gotovosti ni več celota, ampak je razcepljen, gnetljiv, spremenljiv, neenak sam s sabo v mreži odnosov, v katerih je posameznik ujet in (se) tako zapleten formira, konformira, transformira. Tako postavljen subjekt ni več temelj racionalnega spoznanja kot pri Descartesu, a tudi ne rezultat ideologije, vladajočega diskurza kot v poststrukturalizmu.

### Poglavitna dela
| leto    | francoski original | slovenski prevod |
| ------- | --- | --- |
| 1954    | Maladie mentale et personnalité (Pariz: PUF, 1954), preurejeno kot Maladie mentale et psychologie (1995) | |
| 1961    | Histoire de la folie à l'âge classique - Folie et déraison (Pariz: Plon, 1961) (pogosto okrajšano HF) | Zgodovina norosti v času klasicizma. Založba /*cf., Ljubljana, 1998. (COBISS) |
| 1963    | Naissance de la clinique - une archéologie du regard médical (Pariz: PUF, 1963) (NC) | Rojstvo klinike. Arheologija medicinskega pogleda. Študentska založba, Ljubljana, 2009. (COBISS) |
| 1963    | Raymond Roussel (Pariz: Gallimard, 1963) | |
| 1966    | Les mots et les choses - une archéologie des sciences humaines (Pariz: Gallimard, 1966) (MC) (Originalni Foucaultov naslov je bil "Red reči" ("L'Ordre des choses"), ki ga je spremenil na urednikovo željo.)                      | Besede in reči. Arheologija humanističnih znanosti. Studia humanitatis, Ljubljana, 2010. (COBISS) |
| 1969    | L'archéologie du savoir (Pariz: Gallimard, 1969) (AS) | Arheologija vednosti. Studia humanitatis, Ljubljana, 2001. (COBISS) |
| 1971    | L'ordre du discours (Pariz: Gallimard, 1971) | Red diskurza. V knjigi Vednost - oblast - subjekt, Krt, Ljubljana, 1991. (COBISS) |
| 1975    | Surveiller et punir (Pariz: Gallimard, 1975) (SP) | Nadzorovanje in kaznovanje. Rojstvo zapora. Delavska enotnost, Ljubljana, 1984. (COBISS) in Krtina, Ljubljana, 2004. (COBISS) |
| 1976–84 | Histoire de la sexualité - Vol I: La Volonté de savoir (Pariz: Gallimard, 1976) (HS1 ali VS) - Vol II: L'Usage des plaisirs (Pariz: Gallimard, 1984) (HS2 ali UP) - Vol III: Le Souci de soi (Pariz: Gallimard, 1984) (HS3 ali SS) | Zgodovina seksualnosti - Zgodovina seksualnosti 1: Volja do znanja, ŠKUC, Ljubljana, 2000. (COBISS) - Zgodovina seksualnosti 2: Uporaba ugodij, ŠKUC, Ljubljana, 1998. (COBISS) - Zgodovina seksualnosti 3: Skrb zase, ŠKUC, Ljubljana, 1993. (COBISS) |

### Zborniki, intervjuji, članki in predavanja
- Človeška narava in zgodovina, Krtina, Ljubljana, 2007. (COBISS)
- Don Kihot - ironična identiteta, v Nova revija, 1998, št. 196/197 (avg.-sep.), str. 133-136. (COBISS)
- Intelektualci in oblast, v Problemi, 1973, št. 128-132, str. 135-140. (COBISS)
- Kaj je razsvetljenstvo? (Was ist Aufklärung?), v Vestnik IMŠ (po novem Filozofski vestnik),(en) 1987,  št. 1, str. 38-49  (COBISS)   (V tej tematski številki najdemo tudi reakcije na dotični Foucaultov članek.)
- Neustrašni govor, Sophia, Ljubljana, 2009. Predavanja v okviru seminarja "Diskurz in resnica" leta 1983 na kalifornijski univerzi v Berkeleyju (COBISS)
- Odgovor epistemološkemu krožku, v Problemi, 2001, št.3/4, str. 77-118. (COBISS)
- Rojstvo biopolitike, v Filozofski vestnik, 2003, št. 3, str. 171-177. (COBISS)
- Vednost - oblast - subjekt, Krt, Ljubljana, 1991. (COBISS)
  - Nova izdaja: Krtina, Ljubljana, 2008 (COBISS)
- Življenje in prakse svobode, ZRC, Ljubljana, 2007. (COBISS)

### Prikazi Foucaultove filozofije
- Baudrillard, Jean, Oublier Foucault, Galilée, Auvers-sur-Oise, 1977 (ponatis 1997), 87 p. (ISBN 2-7186-0060-8)
  - (angleški prevod: Forget Foucault, 2007 (COBISS))
- Deleuze, Gilles, Foucault, Editions de Minuit, Pariz, 2004. (COBISS)
  - (srbski prevod: Fuko, 1989 (COBISS))
- Gutting, Gary, Foucault: a very short introduction, Oxford University Press, Oxford, New York, 2005. (COBISS) - odličen in strnjen prikaz
- McHoul, Grace: Foucault Primer : Discourse, Power and the Subject, University College London Press, London, 1995. (COBISS)
- Miščević, Nenad, Govorica, arheologija in politika, v Problemi, 1973, št. 128-132, str. 1-36. (COBISS)
- Poster, Mark, Foucault, Marxism and History: Mode of Production versus Mode of Information, Polity Press, Cambridge, 1984. (dostopno tukaj Arhivirano 2007-03-24 na Wayback Machine.)
- Revel, Judith, Le vocabulaire de Foucault, Ellipses, Pariz, 2002, 68 p. (ISBN 2-7298-1088-9)
- Richards, Howard, Non-Authoritarian Authority (dostopno tukaj Arhivirano 2008-10-15 na Wayback Machine.)
- Veyne, Paul, Foucault révolutionne l’histoire, Seuil, Pariz, 1993. – po Foucaultovem mnenju najboljši esej o njegovi filozofiji  (COBISS)
- Veyne, Paul, Foucault, sa pensée, sa personne, A. Michel, Pariz, 2008 (COBISS)
  - (angleški prevod: 	Foucault : his thought, his character, 2010 (COBISS))